# مسكة فوقاني
مسكة فوقاني (بالكردية: Miskê Jorin‏) هي قرية سوريّة تتبع إداريّاً لمحافظة حلب منطقة عفرين ناحية جنديرس. بلغ تعداد سكانها 569 نسمة حسب التعداد السكاني لعام 2004، و540 نسمة حسب قيود السجل المدني لنهاية عام 2005.